# Soledad de Doblado (municipalité)

La municipalité de Soledad de Doblado est l'une des 212 municipalités de l'État de Veracruz, et est située dans la partie centrale de cet État. Elle à cheval sur les bassins versants des fleuves Río Antigua, au nord, et Río Jamapa, au sud, qui se jettent tous deux dans le golfe du Mexique, située à l'est de la municipalité. Son chef-lieu est la ville éponyme de Soledad de Doblado. Elle dépend de la région administrative de Sotavento, qui est une des 10 subdivisions administratives de l'État de Veracruz.

## Toponymie
Le toponyme Soledad de Doblado a une double origine. Le nom de Soledad provient d'une ancienne hacienda, à l'origine de la ville chef-lieu. Le nom Doblado rappelle le militaire, avocat et homme politique mexicain Manuel Doblado (es) (1818-1865), qui fut ministre sous le gouvernement de Benito Juárez.

## Géographie
La municipalité de Soledad de Doblado dans les bassins versants des fleuves Río Antigua et Río Jamapa. Le fleuve Río Jamapa s'écoule dans la partie sud de la municipalité, et arrose et son chef-lieu éponyme Soledad de Doblado, établi sur sa rive nord. La moitié nord du territoire voit deux rivières affluentes confluer, avant de rejoindre plus au nord-est le fleuve Río Antigua. Son territoire couvre une superficie de 416,3 km2, et était peuplé en 2015 de 27 770 habitants, pour une densité de 66,7 km2.
La municipalité est limitrophe au nord de celle de Paso de Ovejas, à l'ouest de celles de Comapa, Zentla et Camarón de Tejeda, au sud de celles de Paso del Macho et de Cotaxtla, et à l'est de celle de Manlio Fabio Altamirano.

## Composition et démographie
La municipalité était composée en 2015 de 172 localités, dont une seule était considérée comme urbaine, les autres étant rurales.
| Localité            | Population |
| ------------------- | ---------- |
| Soledad de Doblado  | 12 398     |
| Mata Cazuela        | 870        |
| Las Remojadas       | 835        |
| Paso Lagarto        | 503        |
| La Unión Uno        | 499        |
| Reste des localités | 11 903     |
| Total population    | 27 008     |

En plus de l'espagnol, plusieurs langues amérindiennes sont parlées dans la municipalité, dont les principales sont par ordre d'importance : le nahuatl, le totonaque, le mazahua, et le mazatèque.

## Histoire
La localité de Soledad de Doblado a pour origine une hacienda située sur la route coloniale joignant la ville portuaire de Veracruz aux villes de Córdoba, Orizaba et Mexico.
En 1896, la ville de Soledad prend le nom de Soledad de Doblado, en l'honneur de l'homme politique Manuel Doblado, qui avait signé à Soledad même en 1862, un traité avec la France, l'Angleterre et l'Espagne.

## Économie

### Agriculture et élevage
La superficie des parcelles semées représentait en 2017 une surface totale de 8548,5 hectares, parmi lesquels 3752 hectares étaient des espaces de prairies voués au pâturage, 2216 hectares étaient voués à la culture du maïs, et 830 étaient voués à celle de la mangue.
En 2017, la production de viande par tonnes comprenait 1811,9 tonnes de viande bovine, 610,4 tonnes de viande porcine, 17 tonnes de viande ovine, 3,1 tonnes de viande caprine, 362,9 tonnes de volailles, et 7,2 tonnes de dinde. La superficie vouée à l'élevage représentait alors 10 307 hectares.